# Eutrichopidia
Eutrichopidia es un  género de lepidópteros de la familia Noctuidae. Es originario de Australia y Nueva Caledonia.

## Especies
- Eutrichopidia latinus Donovan, 1805
- Eutrichopidia macchia Holloway, 1979